# Pascopyrum
Pascopyrum is een geslacht uit de grassenfamilie (Poaceae). De enige bekende soort van dit geslacht, Pascopyrum smithii, komt voor in delen van Noord-Amerika.

## Soorten
Van het geslacht zijn de volgende soorten bekend: 
- Pascopyrum smithii